# Ziziphus robertsoniana
Ziziphus robertsoniana är en brakvedsväxtart som beskrevs av H.J. Beentje. Ziziphus robertsoniana ingår i släktet Ziziphus och familjen brakvedsväxter. Inga underarter finns listade i Catalogue of Life.